# Troglohyphantes pugnax
Troglohyphantes pugnax är en spindelart som beskrevs av Christa L. Deeleman-Reinhold 1978. Troglohyphantes pugnax ingår i släktet Troglohyphantes och familjen täckvävarspindlar. Inga underarter finns listade i Catalogue of Life.